# The Hindu Times
The Hindu Times är en sång av Oasis, utgiven som singel den 15 april 2002. Sången finns med på Oasis femte studioalbum Heathen Chemistry, utgivet den 1 juli 2002. "The Hindu Times" gick rakt in på första plats på UK Singles Chart.

## Medverkande
- Liam Gallagher – sång, bakgrundssång
- Noel Gallagher – sologitarr, bakgrundssång
- Gem Archer – kompgitarr
- Andy Bell – basgitarr
- Alan White – trummor
- Paul Stacey – piano, mellotron